# 1242

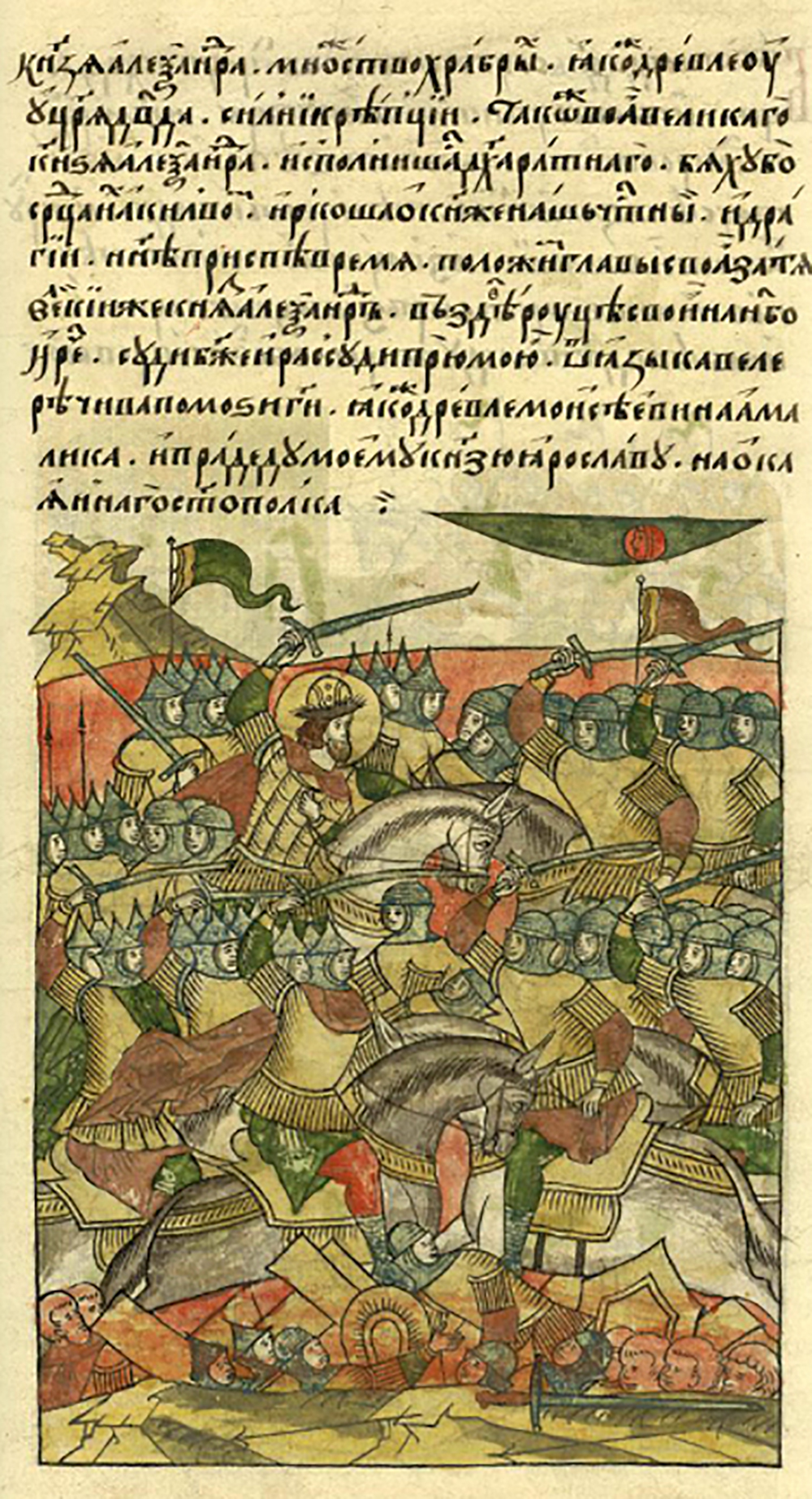
Slag op het IJs, 14e-eeuwse illustratie

Het jaar 1242 is het 42e jaar in de 13e eeuw volgens de christelijke jaartelling.

## Gebeurtenissen
februari
- 21 - In Japan wordt keizer Shijo opgevolgd door Go-Saga

april
- 5 - Slag op het IJs: Op het bevroren Peipusmeer verslaat Novgorod onder Alexander Nevski de Lijflandse Orde. Hiermee wordt de Duitse invasie van Lijfland teruggeslagen.
- 25 - De stad Kleef krijgt stadsrechten.

juni
- 6 - In Parijs vindt de oudste gedocumenteerde autodafe plaats.
- 29 - Wijding van de Naumburger Dom aan de apostelen Petrus en Paulus.

zonder datum
- De Mongolen die Europa zijn binnengevallen trekken zich terug om deel te nemen aan de khuriltai om de opvolger van Ögedei vast te stellen
- De Mongolen vallen Anatolië binnen.
- Poppo van Andechs-Meranië wordt afgezet als bisschop van Bamberg.
- De stad Samobor wordt gesticht.
- Kleef en Sint Anna ter Muiden krijgen stadsrechten.
- oudst bekende vermelding: Kuldīga, Naninne, Weert, Wissenkerke, Zabrze

## Opvolging
- Abbasiden (kalief van Baghdad): Al-Mustansir opgevolgd door Al-Musta'sim
- khanaat van Chagatai: Qara Hülëgü in opvolging van zijn grootvader Chagatai
- Orde van Sint-Jan van Jeruzalem: Pierre de Vielle-Bride opgevolgd door Guillaume de Châteauneuf

## Geboren
- 18 maart - Isabella Capet, echtgenote van Theobald II van Navarra
- 15 december - Munetaka, shogun (1252-1266)
- Diederik van Landsberg, Duits edelman
- Margaretha van Hongarije, Hongaars non
- Rudolf II de Cock van Weerdenburg, Gelders edelman
- Erik I, hertog van Sleeswijk (jaartal bij benadering)

## Overleden
- 18 januari - Margaretha van Hongarije
- 10 februari - Shijo (10), keizer van Japan (1232-1242)
- 12 februari - Hendrik VII, (mede)koning van Duitsland
- 7 oktober - Juntoku (44), keizer van Japan (1210-1221)
- 25 december - Gerard van Egmont, Hollands edelman
- Mieszko, hertog van Lubusz
- Engels-Mongoolse ambassadeur, Engels-Mongools diplomaat en spion
- Verdiana (~59), Italiaanse non
- Ceslas, Pools monnik (jaartal bij benadering)